# Neustadt-Glewe (Amt)
L'amt Neustadt-Glewe est un Amt de l'arrondissement de Ludwigslust-Parchim dans le land de Mecklembourg-Poméranie-Occidentale, dans le Nord de l'Allemagne.

## Communes
1. Blievenstorf (446)
2. Brenz (524)
3. Neustadt-Glewe, (6 517)